# الحزب الشيوعي الماركسي- اللينيني (تركيا)
الحزب الشيوعي الماركسي- اللينيني (بالتركية: Marksist-Leninist Komünist Parti)‏ ويُعرف اختصارًا ب MLKP، هو حزب سياسي شيوعي تركي محضور، أسس في 1994. وهو غير الحزب الشيوعي التركي الماركسي- اللينيني الأسبق TKP/ML. يتبنى الحزب الإيديولوجيا الخوجية. والخوجية هي أفكار محسوبة على المجموعة المناهضة للتحريفية التي وصفها الرافضون للمؤتمر العشرين للحزب الشيوعي السوفييتي، وينسب مصطلح الخوجية إلى الزعيم الألباني أنور خوجة الذي تصدر المعسكر المناهض للاتحاد السوفييتي بعد وفاة الرئيس الصيني ماو تسي تونغ مؤسس هذا المعسكر.

## تكوين وتنظيم الحزب
تشكل الحزب الشيوعي الماركسي اللينيني في سبتمبر 1994، من خلال توحيد الحزب الشيوعي التركي (الحركة الماركسية-اللينينية) المعروفة اختصارًا بـ (TKP/ML-Hareketi)، والذي انشق عن الحزب الشيوعي التركي الماركسي-اللينيني الأسبق الذي كان يحمل نفس إسم الحزب الحالي MLKP عام 1976، وحزب الحركة العمالية الشيوعية في تركيا (TKİH)، وكان الحزب الشيوعي التركي (الحركة الماركسية-اللينينية) هو الأكبر بين الحزبين المندمجين، وكلاهما محسوبين على المعسكر الموالي للألبان. بدأت المفاوضات لعملية التوحد بين الحزبين في عام 1989. مع عملية الدمج أطلق الحزبين على نفسيهما في البداية مُسمى مؤسسة الحزب الشيوعي الماركسي-اللينيني، (بالتركية: MLKP-Kuruluş). وفي المؤتمر الأول للحزب والذي عقد في سبتمبر 1995، اندمج الحزب الشيوعي التركي الماركسي-اللينيني (منظمة البناء الجديدة)، المعروف اختصارًا بـ(TKP/ML (YİÖ)) في الحزب، وتم تغيير الاسم من مؤسسة الحزب الشيوعي الماركسي-اللينيني إلى تسميته الحالية وهي الحزب الشيوعي الماركسي-اللينيني MLKP. في وقت لاحق من نفس العام حدث انشقاق داخل الحزب، وتم تشكيل الحزب الشيوعي - منظمة البناء (KP-İÖ).
صُنف الحزب من قبل إدارة مكافحة الإرهاب والعمليات في المديرية العامة للأمن كمنظمة إرهابية نشطة في تركيا. خلال ما عرف بتحقيقات منظمة إرغينكون (بالألمانية Ergenekon)، ادعى المدعي العام التركي أن المنظمة كانت تخطط للاستحواذ على الحزب الشيوعي الماركسي-اللينيني، وعلى حزب العمال الكردستاني أيضًا، وأنها كانت قاب قوسين من تحقيق ذلك. وفي نفس التحقيقات، وُجد أن القنابل اليدوية التي تم العثور عليها مع المقدم مصطفى دونميز تحمل نفس رقم التسلسل الذي تحمله القنابل المستخدمة من قبل هذا الحزب.
يتبع الحزب جناح خاص بالشباب يسمى منظمة الشبيبة الشيوعية (بالتركية: Komünist Gençlik Örgütü (KGÖ)).
كما يتبع الحزب جناح مسلح يسمى القوات المسلحة للفقراء والمضطهدين، ويسمى اختصارًا باسم FESK. واشتهرالجناح العسكري للحزب دوليا من خلال عملية التفجير التي تبنتها في فندق هيلتون اسطنبول البوسفور قبل قمة اسطنبول عام 2004 حيث قتل أربعة أشخاص.
في أبريل 2015، أُعلن أن الحزب قام بتأسيس مركز تدريب عسكري دائم في المناطق التي يسيطر عليها حزب العمال الكردستاني في كردستان العراق. في يوليو من نفس العام، حاول الحزب من خلال جناحه المسلح الهجوم بالقنابل على مجموعة ستار الإعلامية Star Media Group في تركيا.

## مشاركة الحزب في الحرب السورية
بحسب ما أُعلن، أرسل الحزب الشيوعي التركي متطوعين إلى سوريا للقتال مع وحدات حماية الشعب (YPG) التابعة لحزب الاتحاد الديمقراطي في روج آفا (كردستان سوريا) منذ عام 2012. قُتل ما لا يقل عن أربعة من هؤلاء المقاتلين في المعارك اعتبارًا من فبراير 2015 - أحدهم قُتل خلال معركة رأس العين، وثلاثة آخرين أثناء حصار عين العرب. كما أعلن حزب العمال الكردستاني عن نيته تشكيل لواء دولي يساري داخل وحدات حماية الشعب، على غرار الكتائب الدولية الشهيرة التي قاتلت إلى جانب الجمهورية الإسبانية الثانية في الحرب الأهلية الإسبانية. في أواخر يناير 2015، نشر الحزب مقطع فيديو يزعم فيه أن من يظهر في المقطع هم مجموعة من المتطوعين الشيوعيين الناطقين بالإسبانية والألمانية من أوروبا بين صفوفه في كانتون الجزيرة الخضراء الإسبانية. في مارس 2015، قُتلت إيفانا هوفمان، وهي عضوة في الحزب وهي في الأصل مواطنة ألمانية من أم ألمانية وأب توغولي، في اشتباكات مع تنظيم الدولة الإسلامية في العراق والشام.
أنشأ الحزب فرعًا سياسيًا في المناطق التي يحكمها حزب الاتحاد الديمقراطي، يُعرف باسم ال MLKP (روجافا).
كما انضم مقاتلو الحزب إلى تشكيلات حزب العمال الكردستاني التي تقاتل في شمال العراق للدفاع عن الأقلية اليزيدية في سنجار بمحافظة نينوى

## أعضاء بارزون
- كود سباركل
- تحديث القائمة

## أنظر أيضاً
قائمة الاحزاب السياسيه غير القانونية في تركيا
الحزب الاشتراكي للمضطهدين